# Heil dir im Siegerkranz
Heil dir im Siegerkranz var fra 1871 til 1918 en sædvanligvis anvendt nationalmelodi for det tyske kejserrige. Den blev brugt ved talrige patriotiske lejligheder – især i forbindelse med kejseren, såsom tronjubilæer, fødsels- og dødsdage; men også i forbindelse med nationale festdage såsom årsdagen for slaget ved Sedan og grundlæggelsen af riget. En nationalmelodi i moderne form var der ikke tale om, hvilket især skyldtes det tyske riges karakter af et forbund. Det var mere en blandt flere uofficielle eller halvofficielle sange, som blev anvendt ved sådanne lejligheder. Af andre kan nævnes Die Wacht am Rhein. Især i Sydtyskland var man skeptisk overfor sangen.

## Tilblivelse og historie
Teksten blev skrevet af Dr. Balthasar Gerhard Schumacher, som offentliggjorde den den 17. december 1793 i "Berlinischen Nachrichten von Staats- und gelehrten Sachen" med undertitlen "God Save the King", hvorved det samtidig var angivet hvilken melodi den kunne synges på. Sangen blev først sunget officielt på Berlins Nationaltheater i anledning af den preussiske konge Friedrich Wilhelm 2.s fødselsdag (han var født den 25. september) den 25. maj 1795.

### Melodi
Det hævdes at sangen, da den delte melodi med den engelske kongesang, i det mindste under 1. verdenskrig var genstand for stridigheder i nationale kredse.
I 1918 påtog den berlinske komponist Hugo Kaun sig sammen med forlæggeren og reichtagsmedlemmet Julius Heinrich Zimmermann at forsøge at indføre en ny melodi til "Heil dir im Siegerkranz". Berliner Kreuz-Zeitung skrev herom i 1918:
| Citat | Heil dir im Siegerkranze, vor nationalsang, bliver sunget på en engelsk melodi. Alle forsøg på at erstatte den med en tysk melodi er indtil videre slået fejl. Det nyeste forsøg i denne retning stammer fra Hugo Kaun, en af vore mest betydende nutidige komponister. Hans nye melodi til de os alle så kendte ord er af magtfuldt påtrængende, så ægte folkeligt og kernetysk, at den synes at blive tysk nationalejendom. Den vinder allerede frem i alle egne af vort fædreland. | Citat |
|       | |       |

Denne holdning så bort fra den omstændighed, at "God Save the King" er arketypen af de højtidelige patriotiske sange, som vies til monarken, hvorfor også andre – også tyske – fyrstehymner synges på denne sang, såsom den russiske zarhymne 1816–1833 Molitwa Russkich eller Bayernhymnen Heil unserm König, Heil! og endnu i dag den liechtensteinske hymne Oben am jungen Rhein). Udover fyrstehymner blev dengang også andre nationalsange, såsom den gamle schweiziske hymne Heil Dir Helvetia og den amerikanske My Country, 'Tis of Thee sunget på samme melodi.

### Teksten
Sangens tekst er med få ændringer Heinrich Harries'. Han skrev den i anledning af den danske konge Christian 7.s
fødselsdag og offentliggjorde den i 1790 i "Flensburger Wochenblatt für Jedermann".
Den i sangen omtalte "Siegerkranz" henviste til den forgæves førte 1. koalitionskrig mod de franske revolutionære. Ligesom den østrigske kejserhymne Gott erhalte Franz den Kaiser var Heil Dir im Siegerkranz et modtræk mod Marseillaisen.
Flere strofer i den bayerske hymne Heil unserm König, Heil! læner sig også op ad teksten i "Heil dir im Siegerkranz".

## Sangtekst
1.
Heil dir im Siegerkranz,
Herrscher des Vaterlands!
Heil, Kaiser, dir!
||: Fühl in des Thrones Glanz
Die hohe Wonne ganz,
Liebling des Volks zu sein!
Heil Kaiser, dir! :||
2.
Nicht Roß, nicht Reisige
Sichern die steile Höh’,
Wo Fürsten steh’n:
||: Liebe des Vaterlands,
Liebe des freien Manns
Gründen den Herrscherthron
Wie Fels im Meer. :||
3.
Heilige Flamme, glüh’,
Glüh’ und erlösche nie
Fürs Vaterland!
||: Wir alle stehen dann
Mutig für einen Mann
Kämpfen und bluten gern
Für Thron und Reich! :||
4.
Handel und Wissenschaft
Heben mit Mut und Kraft
Ihr Haupt empor!
||: Krieger- und Heldentat
Finden ihr Lorbeerblatt
Treu aufgehoben dort,
An deinem Thron! :||
5.
Dauernder stets zu blüh’n
Weh’ unsre Flagge kühn
Auf hoher See!
||: Wie so stolz und hehr
Wirft über Land und Meer
Weithin der deutsche Aar
Flammenden Blick. :||
6.
Sei, Kaiser Wilhelm, hier
Lang’ deines Volkes Zier,
Der Menschheit Stolz!
||: Fühl’ in des Thrones Glanz,
Die hohe Wonne ganz,
Liebling des Volks zu sein!
Heil, Kaiser, dir! :||

## Eksterne kilder
- Melodi som MP3- og Midifil Arkiveret 1. oktober 2007 hos  Wayback Machine